# دایدالی (امیرداغ)
دایدالی (به ترکی استانبولی: Daydalı) یک منطقهٔ مسکونی در ترکیه است که در امیرداغ واقع شده‌است. دایدالی ۱۵۳ نفر جمعیت دارد.